# Sh2-130
Sh2-130 è una piccola nebulosa a emissione visibile nella costellazione di Cefeo.
Si individua nella parte occidentale della costellazione, poco a nord della stella η Cephei; il periodo più indicato per la sua osservazione nel cielo serale ricade fra i mesi di luglio e dicembre ed è notevolmente facilitata per osservatori posti nelle regioni dell'emisfero boreale terrestre.
Si tratta di una nebulosa di ridotte dimensioni situata alla distanza di circa 600 parsec (1960 anni luce), il cui gas viene ionizzato dalle vicine giovani stelle massicce, in particolare HD 197911, un astro azzurro di classe spettrale B5, HD 197809, bianca di classe A0, e SAO 18999, gialla di classe G5. La più massiccia delle tre, HD 197911, è una stella fuggitiva espulsa circa 2-3 milioni di anni fa dalla regione dell'associazione OB Cepheus OB2; si ritiene che la causa di quest'espulsione sia da ricercarsi nell'esplosione di una supernova all'interno dell'associazione stessa. Secondo i modelli cinematici, un'esplosione di supernova è, per altro, proprio la responsabile della creazione di una vasta struttura ad anello ben visibile all'infrarosso nota come Cepheus Bubble, che sembra circondare l'associazione Cepheus OB2.